# Düsseldorf Hauptbahnhof
A Düsseldorf Hauptbahnhof, (magyarul Düsseldorf főpályaudvar)  Düsseldorf központi pályaudvara (Németország, Észak-Rajna-Vesztfália tartomány). A német vasútállomás kategória első osztályába tartozik, ebben a kategóriában 20 német főpályaudvar található, jellemzően a legnagyobbak és legfontosabbak.

## Járatok

### Távolsági járatok
| Járat  | Útvonal | Járatsűrűség |
| ------ | --- | ------------ |
| ICE 10 | Berlin Ostbahnhof – Berlin Hbf – (Wolfsburg Hbf –) Hannover Hbf – Bielefeld Hbf – Hamm (Westf) – Dortmund Hbf – Bochum Hbf – Duisburg Hbf – Düsseldorf Hbf (– Köln Messe/Deutz – Köln/Bonn Flughafen)                            | Óránként     |
| ICE 31 | Hamburg Hbf – Dortmund Hbf – Duisburg Hbf – Düsseldorf Hbf – Köln Hbf – Koblenz Hbf – Frankfurt Flughafen Fernbahnhof – Mannheim Hbf – Freiburg (Breisgau) Hbf – Basel SBB                                                       | Egy járat    |
| ICE 41 | (Dortmund Hbf –) Essen Hbf – Duisburg Hbf – Düsseldorf Hbf – Köln Messe/Deutz – Frankfurt Flughafen Fernbahnhof – Frankfurt (Main) Hbf – Würzburg Hbf – Nürnberg Hbf – München Hbf                                               | Óránként     |
| ICE 42 | Dortmund Hbf – Essen Hbf – Duisburg Hbf – Düsseldorf Hbf – Köln Hbf – Siegburg/Bonn – Frankfurt Flughafen Fernbahnhof – Mannheim Hbf – Stuttgart Hbf – München Hbf                                                               | Kétóránként  |
| ICE 78 | Amsterdam Centraal – Utrecht CS – Arnhem – Oberhausen Hbf – Duisburg Hbf – Düsseldorf Hbf – Köln Hbf – Frankfurt Flughafen Fernbahnhof – Frankfurt (Main) Hbf (– Basel SBB)                                                      | Kétóránként  |
| ICE 91 | (Dortmund Hbf – Düsseldorf Hbf –) Frankfurt Flughafen Fernbahnhof – Frankfurt (Main) Hbf – Würzburg Hbf – Nürnberg Hbf – Wien Hauptbahnhof                                                                                       | Egy járat    |
| IC 30  | (Westerland (Sylt) –) Hamburg Hbf – Münster (Westf) Hbf – Dortmund Hbf – Essen Hbf – Duisburg Hbf – Düsseldorf Hbf – Köln Hbf – Bonn Hbf – Mainz Hbf – Mannheim Hbf – Karlsruhe Hbf                                              | Kétóránként  |
| IC 32  | (Berlin Hbf – Hannover Hbf – Bielefeld Hbf –) Dortmund Hbf – Bochum Hbf – Duisburg Hbf – Düsseldorf Hbf – Köln Hbf – Bonn Hbf – Koblenz Hbf – Mainz Hbf – Mannheim Hbf – Heidelberg Hbf – Stuttgart Hbf – Ulm Hbf (– Oberstdorf) | Kétóránként  |
| IC 35  | Norddeich – Münster (Westf) Hbf – Oberhausen Hbf – Duisburg Hbf – Düsseldorf Hbf – Köln Hbf – Bonn Hbf – Koblenz Hbf – Trier Hbf (– Luxemburg)                                                                                   | Kétóránként  |
| IC 51  | Stralsund – Berlin Hbf – Halle (Saale) Hbf – Erfurt Hbf – Kassel-Wilhelmshöhe – Hamm (Westf) – Düsseldorf Hbf (– Köln Hbf) | Kétóránként  |

### Regionális járatok
| Járat | Márkanév              | Útvonal |
| ----- | --------------------- | --- |
| RE 1  | NRW-Express           | Aachen – Köln – Düsseldorf – Duisburg – Essen – Dortmund – Hamm (Westf)                                            |
| RE 3  | Rhein-Emscher-Express | Düsseldorf – Duisburg – Oberhausen – Gelsenkirchen – Herne – Dortmund – Hamm (Westf)                               |
| RE 4  | Wupper-Express        | Aachen – Mönchengladbach – Düsseldorf – Wuppertal – Hagen – Dortmund                                               |
| RE 5  | Rhein-Express         | Koblenz – Bonn – Köln – Düsseldorf – Duisburg – Oberhausen – Wesel – Emmerich                                      |
| RE 6  | Westfalen-Express     | Düsseldorf – Duisburg – Essen – Dortmund – Hamm (Westf) – Bielefeld – Minden (Westf)                               |
| RE 10 | Niers-Express         | Düsseldorf – Krefeld – Geldern – Kleve                                                                             |
| RE 11 | Rhein-Hellweg-Express | Düsseldorf – Duisburg – Essen – Dortmund – Hamm (Westf) – Paderborn                                                |
| RE 13 | Maas-Wupper-Express   | Venlo – Viersen – Mönchengladbach – Düsseldorf – Wuppertal – Hagen – Hamm (Westf)                                  |
| RB 38 | Erftbahn              | Köln/Horrem – Bedburg (Erft) – Grevenbroich – Neuss – Düsseldorf                                                   |
| RB 35 | Der Weseler           | Emmerich – Wesel – Dinslaken – Oberhausen – Duisburg (in der Hauptverkehrszeit weiter nach Düsseldorf)             |
| RB 47 | Der Müngstener        | Solingen – Remscheid – Wuppertal (Mo–Fr morgens eine Fahrt nach Düsseldorf, nachmittags eine Fahrt nach Remscheid) |
| S1    |                       | Solingen Hbf – Düsseldorf – Düsseldorf Flughafen – Duisburg – Essen – Bochum – Dortmund                            |
| S6    |                       | Essen – Ratingen Ost – Düsseldorf – Langenfeld (Rheinl) – Köln – Köln-Nippes                                       |
| S8    |                       | Hagen – Gevelsberg – Wuppertal – Düsseldorf – Neuss – Mönchengladbach                                              |
| S11   |                       | Düsseldorf Flughafen Terminal – Düsseldorf – Neuss – Dormagen – Köln-Chorweiler – Köln – Bergisch Gladbach         |
| S28   |                       | Mettmann Stadtwald – Neanderthal – Düsseldorf – Neuss – Kaarster See                                               |
| S68   |                       | Wuppertal-Vohwinkel – Düsseldorf – Langenfeld (Rheinl)                                                             |

## Városi közlekedés

### Stadtbahn/Straßenbahn
| Járat | Útvonal |
| ----- | --- |
| U70   | Krefeld, Rheinstraße – Krefeld Hbf – Meerbusch – Belsenplatz – Heinrich-Heine-Allee – Düsseldorf Hbf                                                       |
| U74   | (Meerbusch-Görgesheide –) Lörick – Belsenplatz – Heinrich-Heine-Allee – Düsseldorf Hbf – Holthausen – Düsseldorf-Benrath – Benrath Betriebshof             |
| U75   | Neuss Hbf – Handweiser – Belsenplatz – Heinrich-Heine-Allee – Düsseldorf Hbf – Schlesische Straße (U) – Eller, Vennhauser Allee                            |
| U76   | Krefeld, Rheinstraße – Krefeld Hbf – Meerbusch – Belsenplatz – Heinrich-Heine-Allee – Düsseldorf Hbf – Handelszentrum/Moskauer Straße                      |
| U77   | Am Seestern – Belsenplatz – Heinrich-Heine-Allee – Düsseldorf Hbf – Holthausen                                                                             |
| U78   | Esprit arena/Messe Nord – Heinrich-Heine-Allee – Düsseldorf Hbf                                                                                            |
| U79   | Duisburg-Meiderich Bf – Duisburg Hbf – Kaiserswerth – Heinrich-Heine-Allee – Düsseldorf Hbf – Kaiserslauterner Straße – Universität Ost/Botanischer Garten |
| 704   | Derendorf-Nord – Düsseldorf Hbf – Südfriedhof – Neuss, Stadthalle                                                                                          |
| 707   | Unterrath (S) – Düsseldorf Hbf – Universität Ost/Botanischer Garten                                                                                        |
| 708   | Heinrichstraße – Düsseldorf Hbf – Hamm (S) |
| 709   | Gerresheim, Krankenhaus – Grafenberg – Düsseldorf Hbf – Südfriedhof – Neuss Theodor-Heuss-Platz                                                            |
| 719   | Hubertushain – Düsseldorf Hbf – Polizeipräsidium |

### Busz
| Járat | Útvonal |
| ----- | --- |
| SB55  | Düsseldorf Hbf – Derendorf (S) – Lintorf |
| SB85  | Düsseldorf Hbf – Handweiser – Neuss-Neusserfurth |
| 721   | Tannenhof – Schlesische Straße (U) – Düsseldorf Hbf – Nordfriedhof – Flughafen Terminal (S)                                                                |
| 722   | Eller, Vennhauser Allee – Siedlung Freiheit – Schlesische Straße (U) – Düsseldorf Hbf – Victoriaplatz/Kleverstr. (U) – Nordfriedhof – Messe/Kongresscenter |
| 725   | Hafen, Lausward – Kirchplatz – Düsseldorf Hbf – Kettwiger Straße (U) – Gerresheim, Dreherstraße                                                            |
| 736   | Düsseldorf Hbf – Oberbilker Markt – Ronsdorfer Straße (U) – Gerresheim, Morper Straße/Eller (S)                                                            |
| 737   | Düsseldorf Hbf – Wehrhahn (S) – Gerresheim (S) – Erkrath Neuenhausplatz                                                                                    |
| 738   | Düsseldorf Hbf – Kettwiger Straße (U) – Gerresheim, Krankenhaus – Mettmann, Jubiläumsplatz                                                                 |
| 752   | Düsseldorf Hbf – Derendorf (S) – (Lichtenbroich – Tiefenbroich –) Lintorf – Mülheim Hbf                                                                    |
| 754   | Düsseldorf Hbf – Derendorf (S) – Lichtenbroich – Tiefenbroich – Lintorf                                                                                    |
| 805   | Handweiser – Heinrich-Heine-Allee – Düsseldorf Hbf – Lierenfeld Betriebshof                                                                                |
| 806   | (Düsseldorf Hbf – Oberbilker Markt –) Lierenfeld Betriebshof – Oberbilker Markt – Am Steinberg                                                             |
| 807   | > Düsseldorf Hbf – Derendorf (S) – Unterrath Eckenerstraße weiter als Linie 810 in Richtung Lierenfeld Btf.                                                |
| 812   | Düsseldorf Hbf – Brehmplatz – Rath Mitte (S) – Hubertushain                                                                                                |
| 817   | Heinrich-Heine-Allee – Düsseldorf Hbf – Holthausen – Benrath Btf                                                                                           |
| 834   | Düsseldorf Hbf – Flingern – Mörsenbroich – Derendorf – Theodor-Heuss-Brücke – Belsenplatz                                                                  |
| NE1   | Düsseldorf Hbf – Unterrath (S) – Neu-Lichtenbroich |
| NE2   | Düsseldorf Hbf – Grafenberg – Rath Mitte (S) – Unterrath (S)                                                                                               |
| NE3   | Düsseldorf Hbf – Heinrich-Heine-Allee – Mörsenbroich – Rath Mitte (S) – Oberrath                                                                           |
| NE4   | > Düsseldorf Hbf – Heinrich-Heine-Allee – Grafenberg – Gerresheim Rathaus – Morper Straße – Ronsdorfer Straße (U) – Düsseldorf Hbf                         |
| NE5   | > Düsseldorf Hbf – Ronsdorfer Straße (U) – Gerresheim Rathaus – Gerresheim Krankenhaus – Grafenberg – Heinrich-Heine-Allee – Düsseldorf Hbf                |
| NE6   | > Düsseldorf Hbf – Oberbilker Markt – Eller Süd (S) – Eller Vennhauser Allee – Unterbach Am Zault – Uni-Kliniken – Düsseldorf Hbf                          |
| NE7   | > Düsseldorf Hbf – Heinrich-Heine-Allee – Bilk (S) – Himmelgeist – Holthausen – Hassels – Benrath (S) – Südallee – Holthausen – Bilk (S) – Düsseldorf Hbf  |
| NE8   | Düsseldorf Hbf – Franziusstraße – Völklinger Straße (S) – Hellriegelstraße                                                                                 |

## Vasútvonalak
- Köln–Duisburg vasútvonal
- Düsseldorf–Elberfeld vasútvonal
- Mönchengladbach–Düsseldorf vasútvonal